# Lemna minuta
Espèce
Statut de conservation UICN

 LC  : Préoccupation mineure
Lemna minuta est une espèce de la famille des Araceae connue sous le nom de least duckweed. C'est une petite espèce de lentille d'eau du genre Lemna. Elle est originaire de certaines parties des Amériques, et naturalisée dans d'autres ; son aire de répartition exacte n'est pas connue. On la trouve également sur d'autres continents en tant qu'introduction non indigène. La distribution de la plante est en constante expansion ; elle s'est répandue en Europe et a été décrite en Pologne pour la première fois en 2007. Dans de nombreuses régions, elle est considérée être une mauvaise herbe, comme en Belgique.

## Description

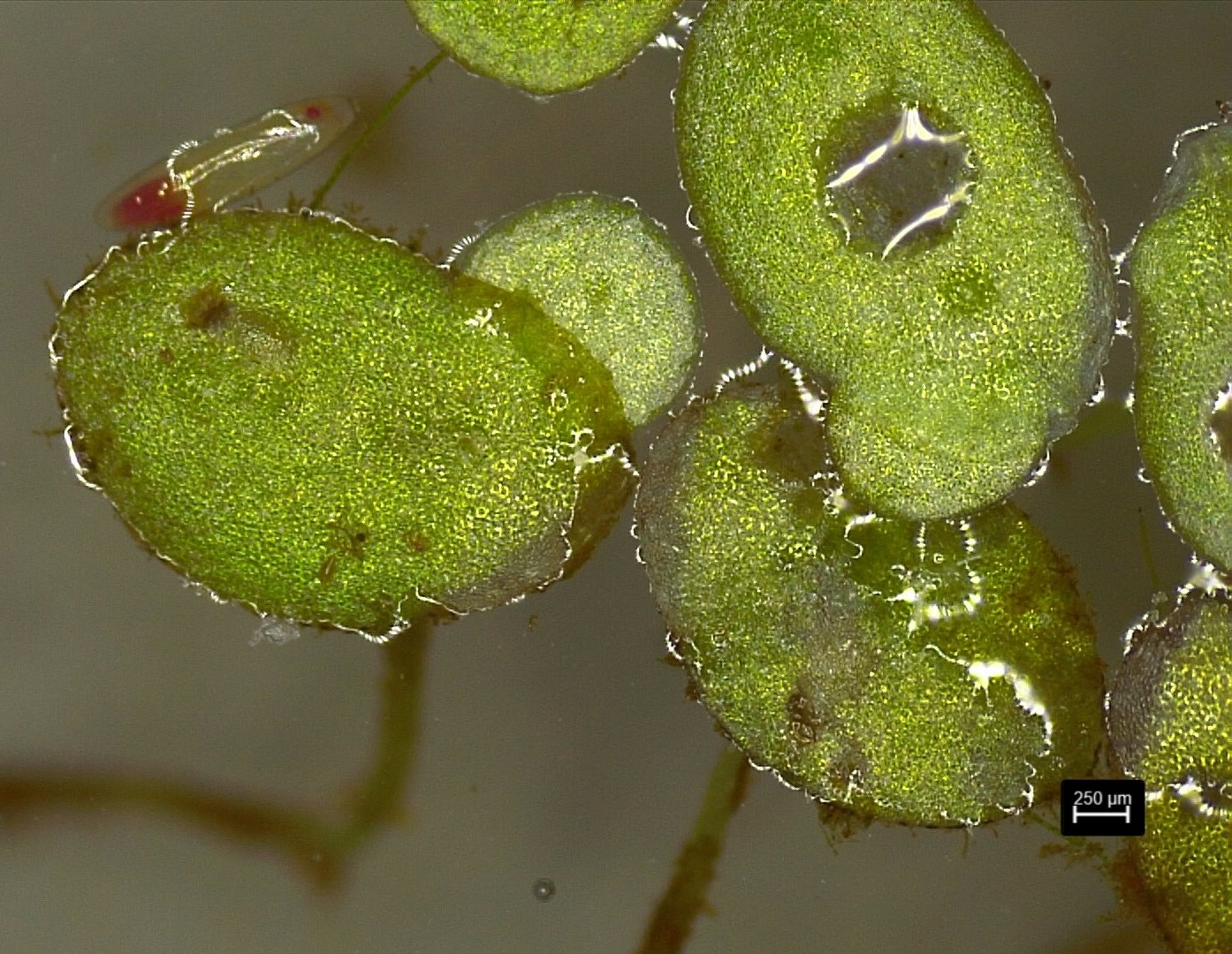
Vue rapprochée

La forme de cette petite plante varie en fonction des conditions de croissance. À l'ombre, elle se présente sous la forme d'un seul corps ovale vert translucide ne dépassant pas 2,5 millimètres de long, tandis qu'en plein soleil, elle pousse généralement par paires. Une veine centrale est généralement visible sous grossissement et microscopie. La plante produit une fleur éphémère liée à une membrane.

## Habitat et répartition
Cette lentille d'eau pousse dans les habitats d'eau douce lente, calme et stagnante. Elle affecte l'écologie de son habitat en formant des tapis à la surface de l'eau, réduisant la pénétration de la lumière du soleil et les échanges d'oxygène. Ce taxon se rencontre dans les pays suivants : Canada, États-Unis.

## Systématique
Le nom correct complet (avec auteur) de ce taxon est Lemna minuta Kunth.
Ce taxon porte en français les noms vernaculaires ou normalisés suivants : Lentille d'eau menue, Lenticule minuscule, Lentille d'eau minuscule, Lentille d'eau minuscule,,, lentille deau minuscule, lenticule minuscule,,, Lentille d'eau menue, lentille d'eau minuscule.
Lemna minuta a pour synonymes :
- Lemna abbreviata (Hegelm.) Hegelm.
- Lemna abbreviata Hglm.
- Lemna minima (Hegelm.) Phil. ex Hegelm.
- Lemna minima Chev.
- Lemna minima Philippi
- Lemna minuscula Herter
- Lemna valdiviana var. abbreviata Hegelm.
- Lemna valdiviana var. minima Hegelm.
- Lemna valdiviana (Hegelm.) C.H.Thomps.